# متنزه مونتوك داونز الحكومي
متنزّه مونتوك داونز الحكومي هو منتزة حكومي في مونتوك، نيويورك، الولايات المتحدة. يقع المنتزة في مقاطعة سوفولك بالقرب من الطرف الشرقي من ساوث فورك في لونغ آيلاند، على بعد حوالي 1 ميل (1.6 كـم) شرق قرية مونتوك. يضم المتنزّه ملعبًا لبطولات الجولف من 18 حفرة وميدانًا للقيادة وملاعب تنس ومسبحًا ومرافق مطعم.

## تاريخ
يعود تاريخ ملعب الجولف إلى ملعب خاص طوره في الأصل كارل جي فيشر في عام 1927 ، وكان الكاتبن إتش سي تيبيت المهندس المعماري. قبل عامين ، اشترى فيشر 10,000 أكر (40 كـم2) في مونتوك على أمل تحويلها إلى «ميامي الشمال». وشملت مشاريع فيشر الأخرى مونتوك مانور ونادي مونتوك لليخوت ومبنى مكاتب من ستة طوابق في وسط مدينة مونتوك. فقد فيشر ثروته في انهيار سوق الأسهم عام 1929 . 
تم الاستيلاء على ملعب الجولف ، جنبًا إلى جنب مع مونتوك مانور ، من قبل مجموعة من المستثمرين من القطاع الخاص في عام 1966 وأصبح يُعرف باسم نادي مونتوك للجولف والمضرب . أعاد روبرت ترينت جونز تصميم ملعب الجولف بعد ذلك بعامين وتم إنشاء نادي جديد أيضًا ليحل محل النادي الأصلي الذي صممه ستانفورد وايت ، والذي دمره حريق. وفي النهاية تعرض النادي الخاص للإفلاس وتم شراؤه من قبل ولاية نيويورك في عام 1978.  
تم التخطيط أصلاً لمساحة كبيرة من الأرض داخل ملعب الجولف جنوب الفتحتين الخامسة والسادسة ليتم تطويرها بسلسلة من المجمعات السكنية المشابهة في التصميم لفيلات مونتوك داونز في فيرواي بليس ، وهو مجمع مكون من 24 وحدة افتتح في عام 1980 . تم افتتاح مجمع عمارات آخر مكون من 24 وحدة باسم هاربور ريدج في نهاية فيرواي بليس في عام 1988 ، بينما بقي باقي الأرض غير مطور.  تم العثور على عدد صغير من جيرارديا السهول الرملية بالقرب من هذه المنطقة ، وهي زهرة برية على قائمة الأنواع المهددة بالانقراض الفيدرالية ، مما أدى إلى تبادل الأراضي في تحديد موقع تطوير هاربور ريدج. 
تم تصنيف مونتوك داونز باستمرار كواحد من أفضل ملاعب الجولف العامة في أمريكا. في عام 2009، كانت في المرتبة الثاني في الترتيب العام في الجولف العالمي قائمة جوائز القراء من حيث القيمة الإجمالية، خلف ملعب الأسودالاحساس ، والمرتبة 38 في قائمة عموما جولف ويك ' من أفضل ملاعب البلدية.   قبل ظهور نظام الحجز الهاتفي الحالي ، كان بعض لاعبي الجولف ينامون في سياراتهم طوال الليل للحصول على أوقات الشاي الصباحية في مونتوك داونز ، خاصة في عطلات نهاية الأسبوع خلال فصل الصيف. على الرغم من أن فكرة إنشاء ملعب غولف ثانٍ في مونتوك في كامب هيرو ستيت بارك كانت قيد الدراسة ، فقد تم إسقاطها في عام 1999 بسبب مخاوف بيئية. 
بدأ ريس جونز ، ابن روبرت ترينت جونز ، في المساعدة في إعادة تصميم بعض الثقوب في مونتوك داونز في عام 2002. تضمنت التجديدات نقل صناديق الإنطلاق الخلفية لإطالة الثقوب وإعادة تشغيل المخاطر (مع مراعاة التطورات الأخيرة في المعدات التي تسمح بضرب الكرات لمسافات أبعد) ، وإعادة بناء المخابئ وتركيب نظام ري جديد. يتم إجراء هذه التحسينات تدريجياً لتجنب مقاطعة اللعب. في كل عام ، تقيم مونتوك داونز حفلًا في نهاية الصيف للمساعدة في جمع الأموال لتجديدات ملعب الجولف. 

## تخطيط الدورة
مع وجود كل من المحيط الأطلسي وبلوك آيلاند ساوند في مكان قريب ، يعد ملعب الجولف أحد أكثر المواقع رياحًا في البلاد ويمكن أن تجعل الظروف الجوية الملعب يلعب بشكل مختلف كل يوم. تحتوي معظم الثقوب على خضار صغيرة تتطلب طلقات اقتراب دقيقة فوق المخابئ وهناك خمسة مخاطر مائية على المسار.  تعتبر الحفرة رقم 12 في مونتوك داونز واحدة من أصعب الثقوب في لونغ آيلاند. تتميز ساحة 228 ياردة ثلاث نقاط خضراء للإنطلاق، مما يتطلب من اللاعبين تحمل الوادي العميق المكسو بعشب العكرش .تحرس المنطقة الخضراء ، ثلاث مصائد رملية ، بما في ذلك مخبأان عميقان في المقدمة. 

## الطاقم
المدير العام لمونتوك داونز والمتنزّهات الحكومية الأخرى في مونتوك هو توم ديس. يعمل تشارلي ريدلينجر كمشرف على ملعب الجولف. قبل مجيئه إلى مونتوك داونز ، كان مشرفًا على المسار الأحمر في حديقه بيثباج ستيت بارك ومساعد المشرف على المسار الأسود. رئيس محترف الجولف الحالي في مونتوك داونز هو كيفن سميث ، وهو المنصب الذي شغله لأكثر من عشرين عامًا. 